# Гразопревир
Гразопревир (Зепатир) — лекарство, одобренное для лечения гепатита C. Разработан фармацевтической компанией Мерк и Ко; после завершения III фазы испытаний использовался в сочетании с ингибитором репликационного комплекса NS5A элбасвиром под торговым названием Zepatier, с рибавирином или без него.
Гразопревир — ингибитор протеазы вируса гепатита С второго поколения. Обладает хорошей активностью против ряда вариантов генотипа HCV, включая те, которые устойчивы к большинству используемых в настоящее время противовирусных препаратов.

## Побочные эффекты
Побочные эффекты оценивались только в комбинации с элбасвиром. Общие побочные эффекты комбинации включают чувство усталости, тошноту, снижение аппетита и головную боль. В некоторых случаях при одновременном назначении с рибавирином наблюдалось низкое количество эритроцитов. Наиболее важными рисками являются повышение уровня аланинтрансаминазы, гипербилирубинемия, развитие лекарственной устойчивости и взаимодействие лекарственных средств.

## Взаимодействия
Гразопревир переносится растворенными белками-носителями SLCO1B1 и SLCO1B3. Препараты, ингибирующие этот белок, такие как рифампицин, циклоспорин и ряд лекарств от СПИДа (атазанавир, дарунавир, лопинавир, саквинавир, типранавир, кобицистат), могут вызвать значительное повышение уровня гразопревира в плазме крови. Вещество разлагается ферментом печени CYP3A4. Комбинация с препаратами, индуцирующими этот фермент, такими как эфавиренц, карбамазепин или зверобой продырявленный, может привести к неэффективно низким уровням гразопревира в плазме. Комбинация с ингибиторами CYP3A4 может повышать ее уровень в плазме.

## Фармакология

### Механизм действия
Гразопревир блокирует NS3, фермент сериновой протеазы, необходимый вирусу для расщепления своего полипротеина на функциональные вирусные белки, и NS4A, кофактор NS3.

### Фармакокинетика
Пик концентрации гразопревира в плазме крови достигается через два часа после перорального приема вместе с элбасвиром (разница между пациентами: от 30 минут до трех часов). У пациентов с гепатитом С стабильные концентрации достигаются примерно через шесть дней. Связывание с белками плазмы составляет 98,8 %, в основном с альбумином и альфа-1-кислотным гликопротеином. Часть вещества окисляется в печени, в основном за счет фермента CYP3A4. Биологический период полувыведения составляет в среднем 31 час. Более 90 % выводится с фекалиями и менее 1 % — с мочой.